# キューケンホフ公園

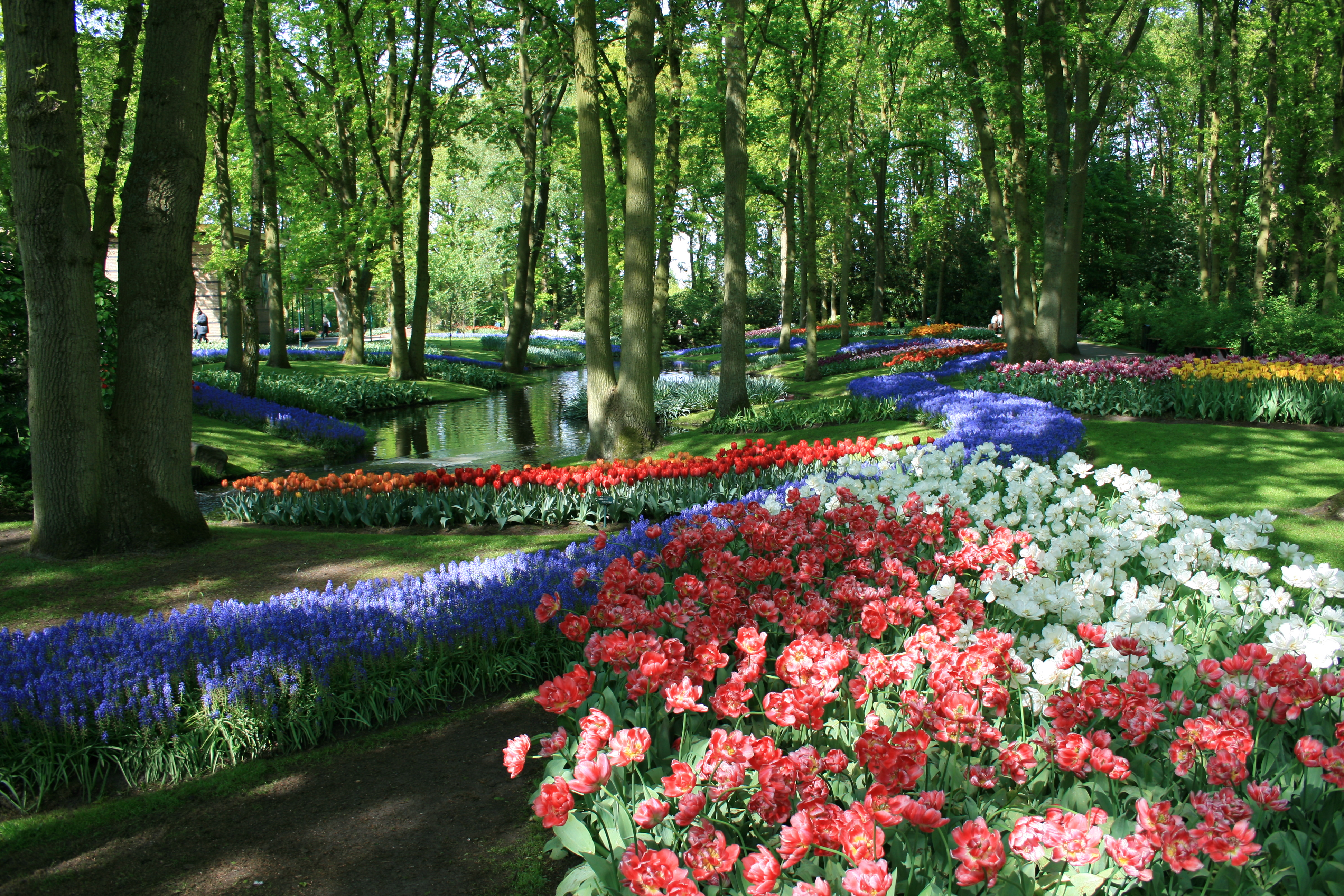
チューリップの植栽 (2009年)

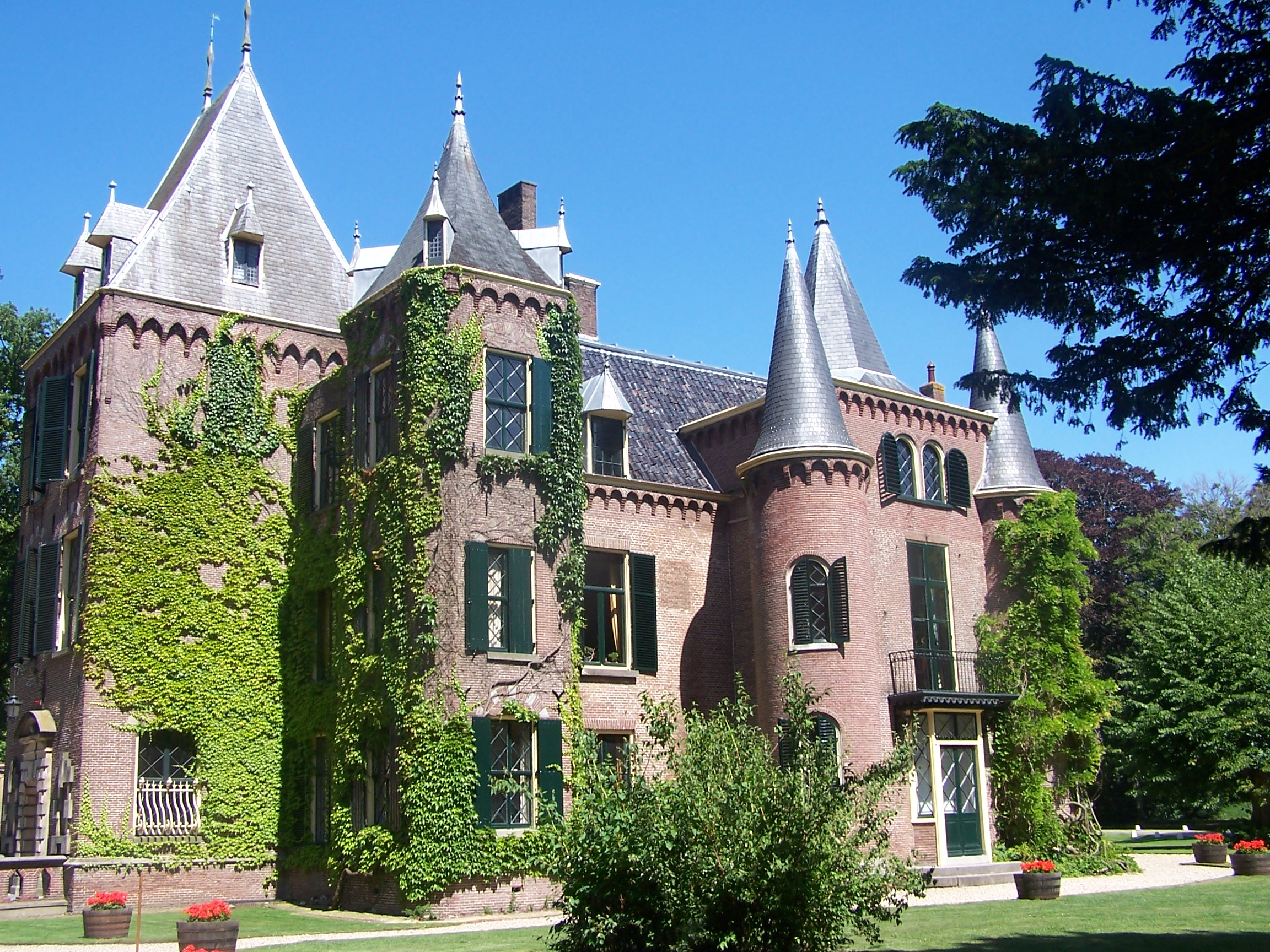
キューケンホフ城

キューケンホフ公園（キューケンホフこうえん、Keukenhof）は、オランダのリッセに位置する世界最大の花の公園である。Keukenhof（蘭: [ˈkøːkə(n)ˌɦɔf]）とはオランダ語で「台所公園」「キッチンガーデン」のこと。別名のヨーロッパの公園ともいう。総面積 32 ヘクタール (79 エーカー) の園地に植えつける花の球根は毎年700万球にのぼる (公式サイトによる)。
キューケンホフ公園のある南ホラント州の基礎自治体リッセは「砂丘と球根地域」と呼ばれる地域にあり、北のハールレム、北東のアムステルダムなど主な都市から近い。公園への行き来には鉄道のハールレム駅かライデン駅、またはアムステルダム・スキポール空港から連絡バスを利用できる。
例年、公園の公開は3月半ばから5月半ばの期間に決まっていて、天候に左右されるものの4月半ばころにチューリップの見ごろを迎える。

## 沿革
15世紀の猟場を敷地にしたキューケンホフ公園は、かつてここで栽培したハーブがジャクリーヌ・ド・ナノーの居城に運ばれたことから「キューケンホフ」 (城の台所に花を届けた敷地) という名前がついたという。ジャクリーヌの死後、地主は裕福な商人に代わり、17世紀、オランダ東インド会社の提督でこの地域を治めたAdriaen Maertensz Blockが1641年に大邸宅 (現在のキューケンホフ城) を建てるとここで余生を送った。19世紀の持ち主はファン・パラント男爵カレルアン=エイドリアン夫妻 the Baron and Baroness Van Pallandt で、造園家 Jan DavidとLouis PaulのZocher親子に園内を整備させる。ふたりにはフォンデル公園の設計をした実績があり、キューケンホフ城を囲む庭をデザインした。
庭園の開園は1949年。当時のリッセ市長のアイデアで、オランダ国内ばかりでなく広くヨーロッパ全域から造園家を招いて屋外球根展示会を開き、園芸種の球根のコンペの開催を決めたのである。これによってオランダの輸出産業を伸ばす意味もこめられた (オランダは世界最大の花卉 (かき) の輸出国)。

## 庭園
園内にはいくつもの庭が作ってあり、色とりどりの花や樹木を使ったデザイン、さまざまなスタイルの区画があるなかでイングリッシュ・ガーデンはカーブした小道をたどると思いがけないところで景色が変わるように設計してあり、Zocher とアムステルダムのフォンデル公園地区ほかの造園家が手がけた1830年当時のおもかげをとどめている。垣根に囲まれた歴史庭園には昔の栽培種の一年草が保存され、また自然の庭区域では植え込みが水辺を囲み多年草と一年草の組み合わせが美しく咲き誇る。日本庭園は田園風景を斬新なデザインで再現した、わびの世界。キューケンホフ公園に行けばチューリップがどこまでも咲く野原が見られるという来園者の期待と異なり、園内でその眺めを楽しむことはできない。公園を取り巻いてチューリップ農家の広大な畑が広がるものの、畑はキューケンホフ公園のような公共の土地ではなくほぼすべて私有地のため、公園の入場券を持っているからと言って畑に入ること、無断で立ち入ることは厳しく禁止されている。

### 開園時間
毎年、3月半ばから5月半ばに公開 (2015年は3月20日から5月17日、花のパレードは5月25日) 。
キューケンホフ城は年中いつでも見学でき、お城の祭りや「女性のナイトパーティー - 冬の古城」などさまざまなイベントや行事が行われ、クリスマスフェアは有名な年中行事のひとつ 。また城内を使ってクラシック音楽の演奏会が開かれる。

## 有名な来訪者
ユリアナ女王の後ろ盾を得て、キューケンホフの庭園はこれまで王族や名士をたくさん迎えている。1950年、最初の訪問者のなかに女王の3人の王女ベアトリクス、イレーネ、マルフリーテもいたのである。映画制作に情熱を傾けるベルンハルト王子は園内でユニークな作品を撮影し、オランダの王族はそれぞれにこの公園を訪れてきた。2001年、ウィレム・アレクサンダー王太子 (当時) とマキシマ王妃が初めて揃って国民に会ったのもこの地であり、ふたりが記念に植樹したセイヨウシナノキ Tilia europea には「王家の菩提樹」("Koningslinde") という名前がつけられた。また王太子は2003年の秋、オリンピックのメダル受賞者アンキー・ヴァン・グルンスヴェン (馬術) とピーター・ファン・デン・ホーヘンバンド (競泳) と3人で園内に設けられたオリンピックの五輪マークをデザインした区画にひとつめのチューリップの球根を植えつけたのである。
2005年の記念式典でオランダ王女マルフリートが開園を宣言している。毎年1月に全国チューリップの日という恒例の行事が行われ、アムステルダムにチューリップの季節の始まりを告げる。ダム広場を埋め尽くす花のじゅうたんを眺めた人々は、午後には自由に花を拾って持ち帰ることを楽しみにしている。

## 写真集

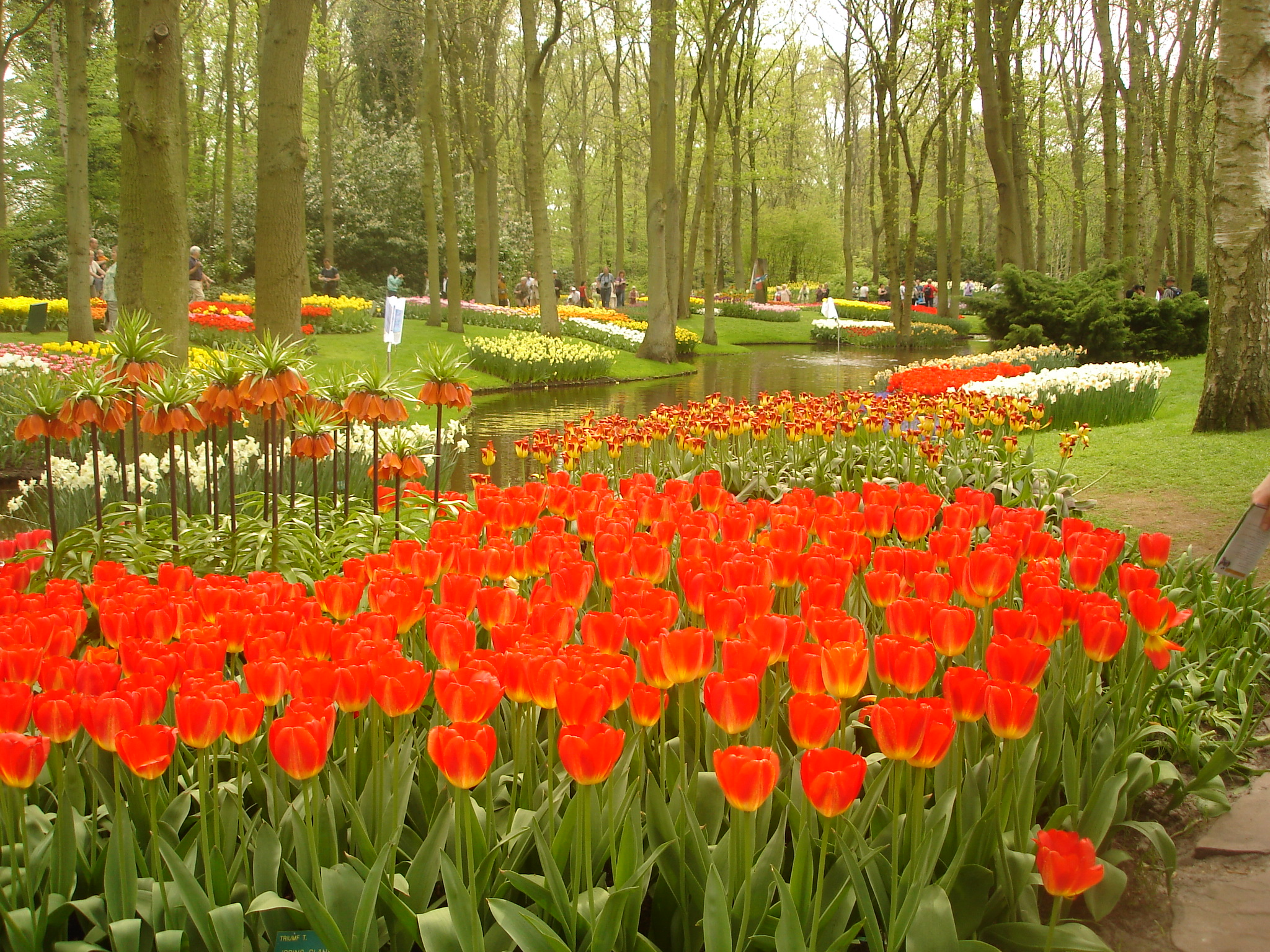
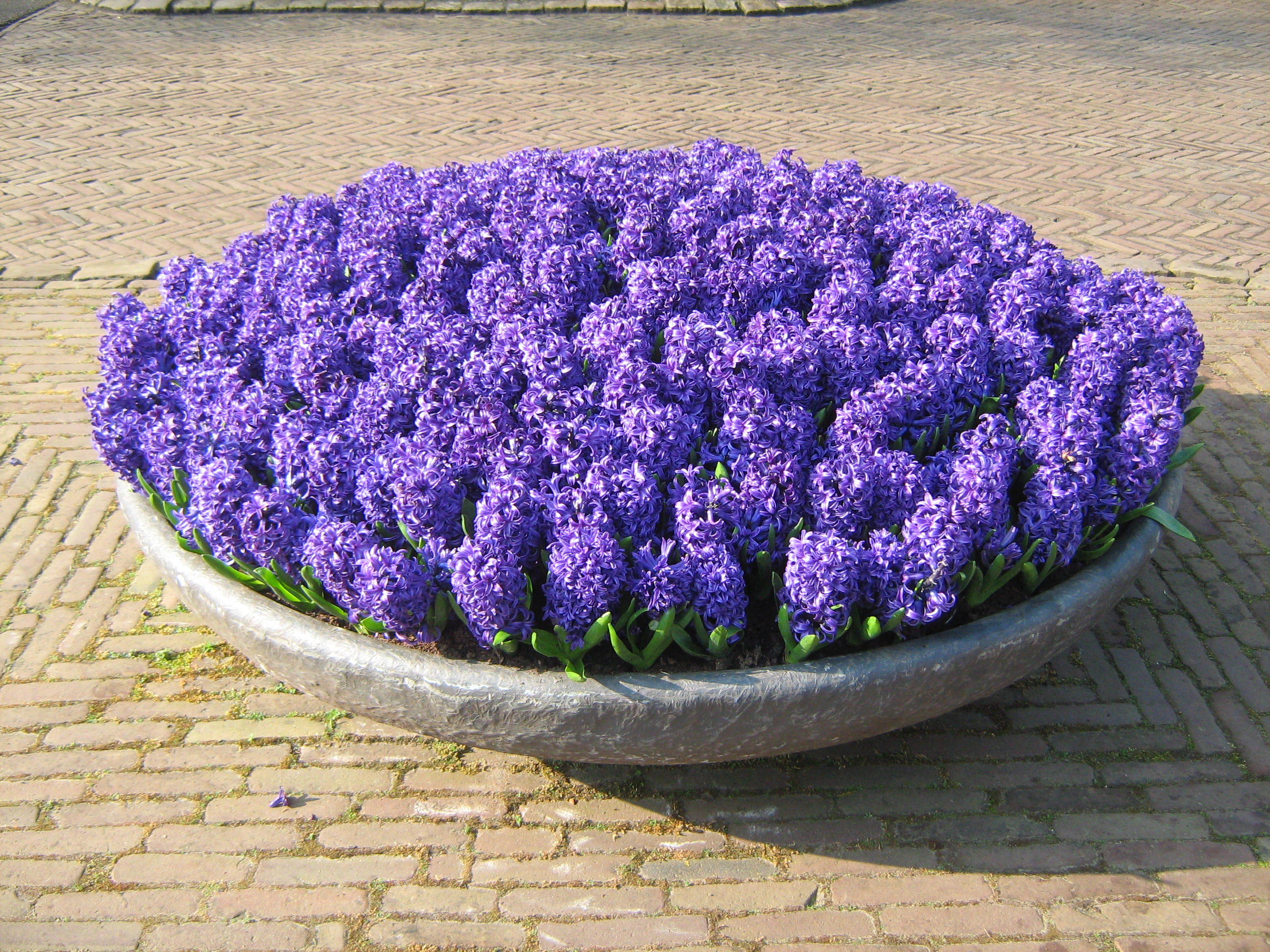
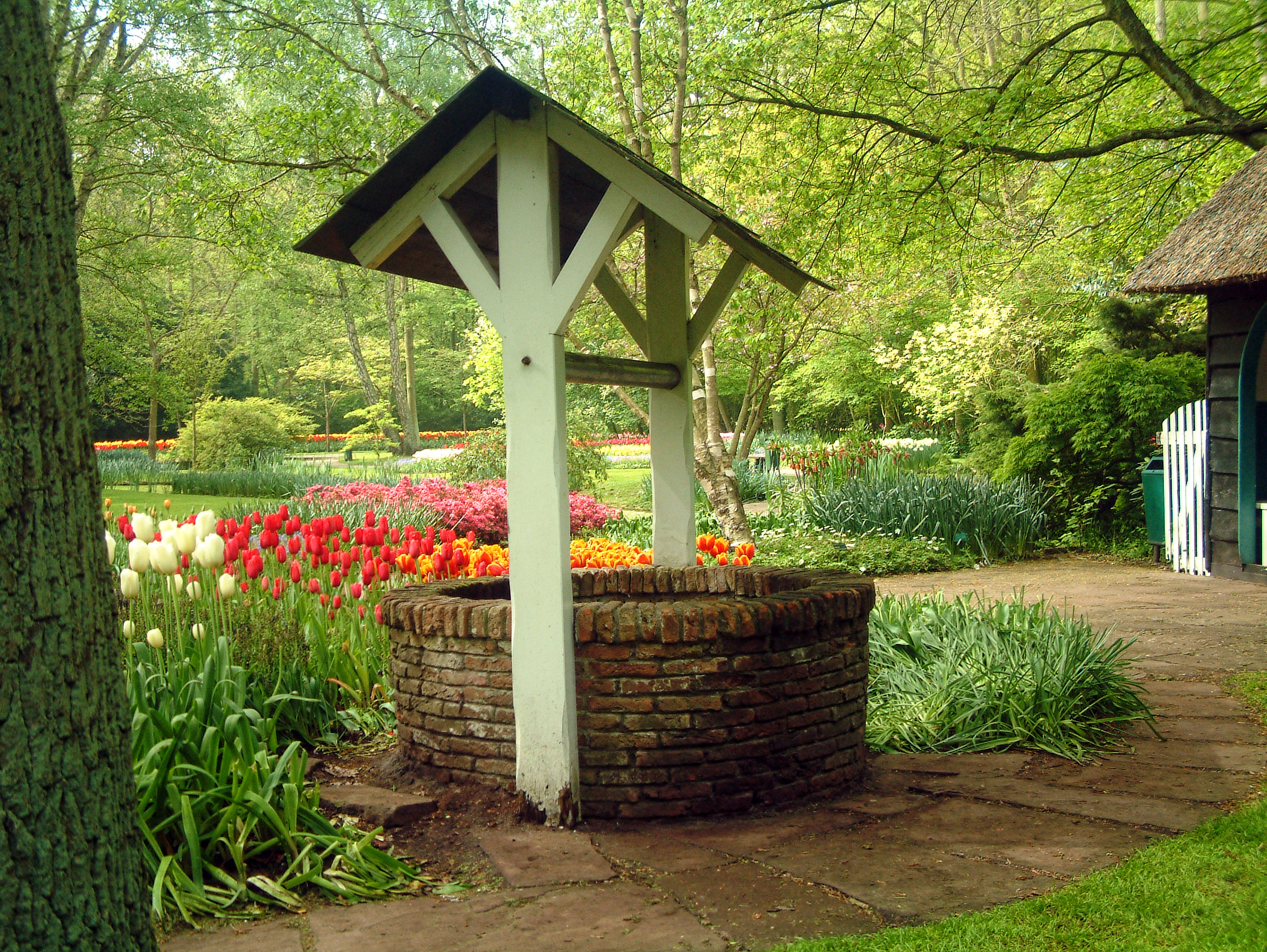
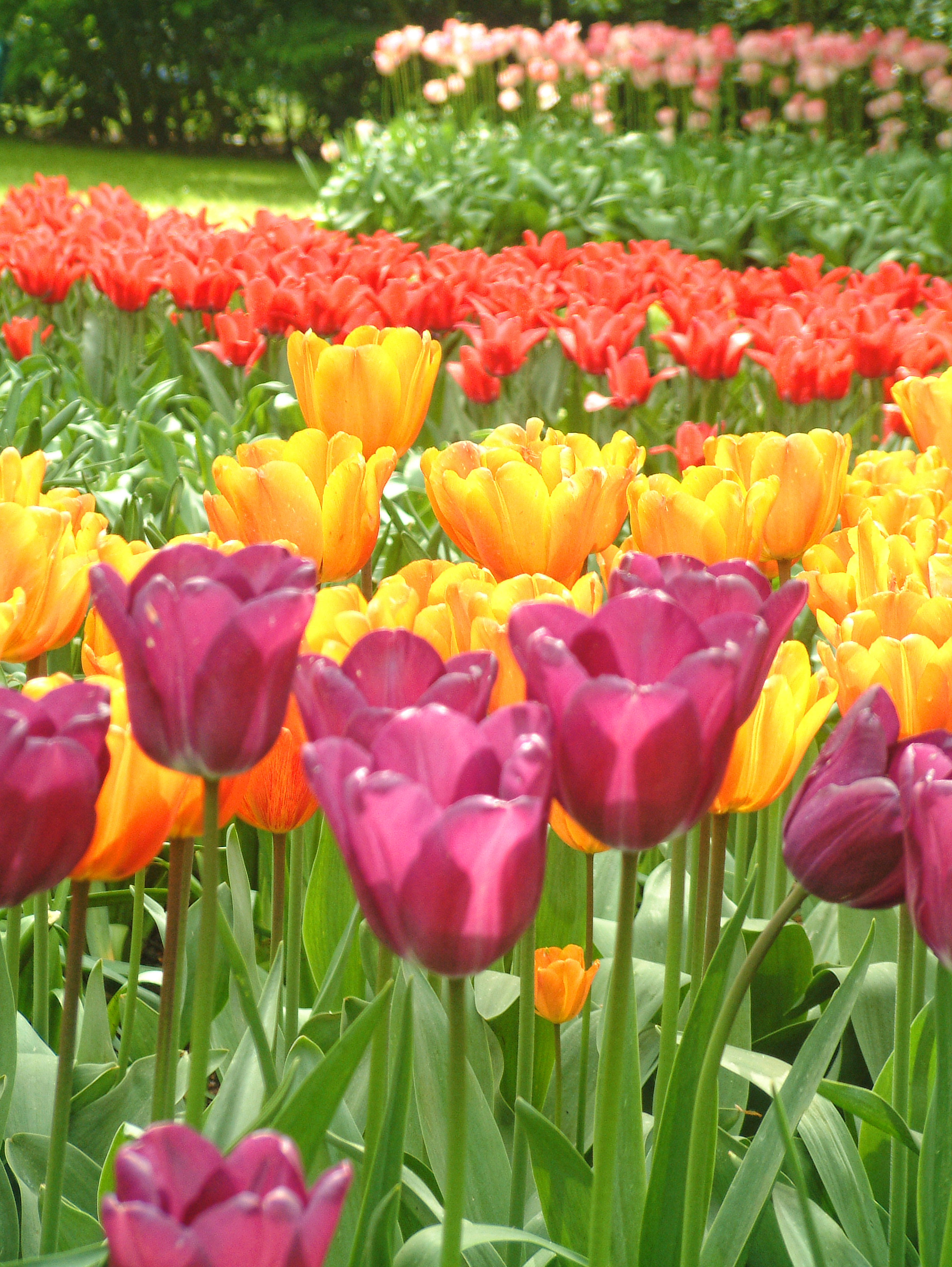

チューリップの庭園